# Туманность Сова
Тума́нность Сова́ (англ. Messier 97, M 97, NGC 3587, рус. Мессье 97) — планетарная туманность в созвездии Большая Медведица. Открыта Пьером Мешеном в 1781 году. Этот объект входит в число перечисленных в оригинальной редакции «Нового общего каталога».
Центральная звезда туманности 16-й звёздной величины имеет массу, равную 0,7 массы Солнца, а масса остальной части туманности составляет 0,15 солнечной массы. Туманность расположена на расстоянии примерно 621 пк (около 2025 световых лет) от Солнечной системы и образовалась примерно 6000 лет назад. Название туманности дано лордом Россом в 1848 году из-за сходства двух тёмных пятен с глазами совы. Чтобы подчеркнуть это сходство, он сделал рисунок.

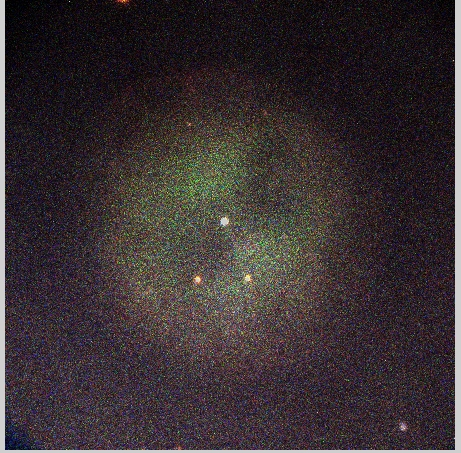
Фотография туманности, сделанная с использованием красного, зелёного и синего фильтров.

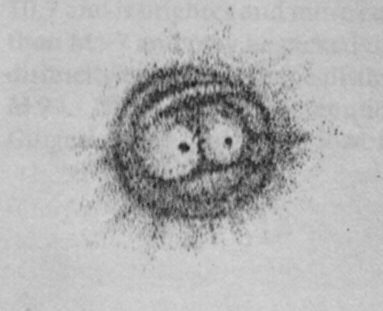
Рисунок Туманности Совы, сделанный лордом Россом, который и дал ей это название.